# Léon Robin
Pour les articles homonymes, voir Robin.
Léon Robin, né le 17 janvier 1866 à Nantes, et mort le 9 juillet 1947 à Paris (5e), était un philosophe français, spécialiste de philosophie grecque, professeur d'histoire de la philosophie antique à la Sorbonne de 1924 à 1936.

## Biographie

### Jeunesse et études
Fils d'un marchand, Léon Eglée Eugène Robin suit ses études secondaires au lycée de Nantes puis au lycée Charlemagne.
Il étudie à la faculté de lettres de Bordeaux puis à la Sorbonne. Il obtient une licence de lettres en 1887, et est reçu sixième à l'agrégation de philosophie en 1891. Il accède au titre de docteur ès-lettres en 1908 avec la soutenance de ses thèses, dont la principale, La Théorie platonicienne des Idées et des nombres d'après Aristote, sera publiée chez Félix Alcan.
Il se marie en 1891 à Marie Counord, fille d'instituteur, décédée en 1955 à Paris (13e). Il a deux filles. L'une se marie au ministre et enseignant marseillais Robert Jardillier, l'autre à l'enseignant-chercheur Joseph Pérès.

### Carrière professorale
Il enseigne d'abord dans le secondaire, au collège de Compiègne, puis aux lycées de Vendôme et d'Angers, avant d'intégrer la faculté des lettres de Caen en 1909, et enfin la Faculté des Lettres de Paris, où il enseignera de 1913 à 1937.
En 1924, il reprend la chaire d'histoire de la philosophie antique, qui avait été supprimée après la mort de Louis Rodier en 1913. En 1927, il est professeur invité à l'Université de Pennsylvanie. Après sa retraite à la chaire de Paris, son successeur est Pierre-Maxime Schuhl. Robin fut par la suite directeur de l'Institut international de Philosophie. 
Outre ses activités d'enseignement en France, Léon Robin est professeur aux États-Unis (Universités de Pennsylvanie et d'Harvard, 1927 et 1929), professeur d'échange à Liège (1929), et délégué aux Congrès internationaux de philosophie d'Harvard (1926), d'Oxford (1930), Prague (1934), ainsi qu'au Congrès d'éducation morale de Cracovie en 1934.
Il intervient également en qualité de collaborateur aux revues l'Année philosophique, Revue philosophique, Revue de métaphysique et de morale, ou encore Revue des études grecques.

## Œuvre
Élève et disciple d'Octave Hamelin, il assura avec Léon Brunschvicg la diffusion de ses idées et la publication de ses œuvres ; il édite notamment Le Système d'Aristote, cours professé par Hamelin à l'École normale supérieure en 1904-1905. Il publie de nombreux livres sur la philosophie grecque, et dirige la traduction des œuvres complètes de Platon qui sera publiée en 1950 dans la Bibliothèque de la Pléiade.
Léon Robin a notamment traduit en français les Dialogues de Platon.

## Distinctions
Léon Robin a été lauréat du prix Estrade-Delcros 1910 de l'Académie des sciences morales et politiques pour La Théorie platonicienne des idées et des nombres après Aristote et La Théorie platonicienne de l'amour, du prix Bordin (Antiquité classique) 1908 de l'Académie des inscriptions et belles-lettres ou encore du prix Jappas (Association pour l'encouragement des études grecques).

## Publications
- La Théorie platonicienne des idées et des nombres d'après Aristote: étude historique et critique, Paris, Félix Alcan, 1908, 702 p. (lire en ligne)
- La Théorie platonicienne  de l'amour, Paris, Félix Alcan, 1908, 229 p. (lire en ligne)
- Ėtudes sur la signification et la place de la physique dans la philosophie de Platon, Paris, Félix Alcan, 1919, 96 p.
- La Pensée grecque et les Origines de l'esprit scientifique, Paris, Renaissance du livre, 1923, 480 p.
- Platon, Paris, Félix Alcan, 1935, 364 p. (lire en ligne)
- La Morale antique, Paris, Félix Alcan, 1938, 180 p. (lire en ligne)
- La Pensée hellénique, des origines à Épicure : questions de méthode, de critique et d'histoire, Paris, Presses Universitaires de France, 1942, 554 p. (lire en ligne)
- Pyrrhon et le scepticisme grec, Paris, Presses universitaires de France, 1944, 255 p. (lire en ligne)
- Aristote, Paris, Presses universitaires de France, 1944, 324 p. (lire en ligne)
- Les Rapports de l'être et de la connaissance d'après Platon, Paris, 1957.

## Traductions
- Platon, Œuvres complètes, t. IV, 1re partie : Phédon, Paris, Les Belles Lettres, 1926
- Platon, Œuvres complètes, t. IV, 2e partie : Le Banquet, Paris, Les Belles Lettres, 1929
- Platon, Œuvres complètes, t. IV, 3e partie : Phèdre, Paris, Les Belles Lettres, 1933
- Platon, Œuvres complètes, Paris, Gallimard, coll. « Bibliothèque de la Pléiade », 1950

## Postérité
Léon Robin a donné son nom à une unité du CNRS basée à la Sorbonne créée en 1947 par Pierre-Maxime Schuhl : le Centre Léon-Robin.